# Le Guerno
Le Guerno (bret. Ar Gwernoù) – miejscowość i gmina we Francji, w regionie Bretania, w departamencie Morbihan.
Według danych na rok 1990 gminę zamieszkiwało 580 osób, a gęstość zaludnienia wynosiła 59 osób/km² (wśród 1269 gmin Bretanii Le Guerno plasuje się na 789. miejscu pod względem liczby ludności, natomiast pod względem powierzchni na miejscu 841.).